# Hoplia kunzei
Hoplia kunzei är en skalbaggsart som beskrevs av Schmidt 1840. Hoplia kunzei ingår i släktet Hoplia och familjen Melolonthidae. Inga underarter finns listade i Catalogue of Life.